# Kraton Konga
Kraton Konga – prekambryjski kraton, tworzący centralną część dzisiejszego kontynentu afrykańskiego. Powstał on między 3,6 a 2,2 mld lat temu. 
Najstarsze skały odsłaniają się w Tanzanii, znaczną część kratonu pokrywają osady Kotliny Konga. Od innych części kontynentu oddzielają go pasy fałdowe, które uformowały się podczas orogenezy panafrykańskiej, w wyniku której Afryka została scalona z mniejszych fragmentów.
W neoproterozoiku, po rozpadzie superkontynentu Rodinii, stanowił on przejściowo odrębny kontynent.